# The Shallows
The Shallows (Águas Perigosas (título em Portugal) ou Águas Rasas (título no Brasil)) é um filme americano de 2016 dos gêneros drama, suspense e terror, dirigido por Jaume Collet-Serra, escrito por Anthony Jaswinski e estrelado por Blake Lively.
Este filme estreou nos Estados Unidos no dia 24 de junho de 2016, pela distribuidora Columbia Pictures. Recebeu várias críticas positivas e arrecadou mais de 119 milhões de dólares, enquanto seu orçamento foi de 17 milhões de dólares, tornando-se um sucesso de bilheteria.
A história é sobre uma jovem estudante que viaja para uma paradisíaca praia isolada para surfar e refletir sobre a morte da mãe, mas acaba sendo atacada por um enorme tubarão-branco. Desesperada e ferida, ela consegue se proteger temporariamente em um recife de corais, onde precisa encontrar logo uma maneira de sair da água.

## Enredo
Pouco tempo depois da morte da mãe, a estudante de medicina Nancy Adams (Blake Lively) viaja a uma praia isolada no México; a mesma que sua mãe visitou quando estava grávida dela. Carlos (Oscar Jaenada), um morador local, lhe dá uma carona e a deixa na praia. Nancy junta-se a duas outras pessoas que estão no local e os três surfam por várias horas. Ao dar uma pausa no surf, Nancy conversa por vídeo-conferência com sua irmã Chloe (Sedona Legge). Ao conversar com seu pai, de maneira tensa e emotiva, é revelado que a morte de sua mãe fez Nancy pensar em abandonar a faculdade de medicina. 
Ao surfar pela última vez naquele dia, Nancy enxerga a carcaça de uma grande baleia jubarte perto de si. Enquanto ela retorna em direção à praia, um grande tubarão-branco colide com sua prancha de surf e morde sua perna. Nancy, então, sobe na carcaça da baleia, mas o tubarão a vira, forçando Nancy a nadar até uma rocha isolada. Ela usa a prancha de surf para retardar temporariamente o sangramento na perna. Mais tarde, em uma cena tensa, usa o brinco para fazer pontos no ferimento. Os moradores, sem saber o que lhe havia acontecido, deixam a praia e Nancy é deixada sozinha, e passa a noite em cima da rocha, na companhia de uma gaivota. Na manhã seguinte, um morador local, embriagado, furta os pertences de Nancy, que estavam em sua bolsa, na praia. Ao entrar na água com a prancha de Nancy, ele é morto pelo tubarão. 
Um dos surfistas locais usava uma câmera em seu capacete. Ao ser atacado pelo tubarão, seu capacete saiu da cabeça e flutuou até a superfície. Nancy, mais tarde, vê o capacete flutuando na água. Com alguma dificuldade, ela consegue recuperá-lo e deixa mensagens para seu pai e sua irmã, bem como informações sobre o ataque do tubarão e sua localização. 
Com a maré subindo, Nancy percebe que a rocha em breve será submersa. Depois de enviar Steven para a costa em um pedaço da prancha de surf, e cronometrar o percurso do tubarão entre a carcaça da baleia e a rocha, Nancy nada até uma boia próxima, evitando o tubarão e nadando em meio a um grupo de águas-vivas. Nancy encontra uma arma de fogo na boia. Ela atira, em uma tentativa fracassada de chamar a atenção de um distante navio de carga e, em seguida, dispara outra chama no tubarão, mas não obtém nenhum efeito. O tubarão ataca a boia e arrebenta as correntes que à mantém presas ao leito do oceano. Nancy livra-se da última corrente, é arrancada da boia e puxada para o fundo do oceano, perseguida pelo tubarão. No último momento, Nancy consegue emergir e o tubarão é atravessado pelo vergalhão da boia.
Mais tarde, um garoto na praia encontra a câmera e avisa seu pai, Carlos. Carlos encontra Nancy flutuando perto da costa e a reanima. Nancy vê, por um breve instante, uma alucinação da imagem de sua mãe. Enquanto olha ao redor da praia, ela vê que Steven está lá. Um ano depois, Nancy (agora já formada) e Chloe vão surfar em Galveston, Texas, e seu pai diz a Nancy que sua mãe teria orgulho dela.

## Elenco
- Blake Lively - Nancy Adams
- Óscar Jaenada - Carlos
- Brett Cullen - Senhor Adams
- Sedona Legge - Chloe Adams
- Angelo José Lozano Corzo - Surfista 1
- José Manuel Trujillo Salas - Surfista 2
- Pablo Calva - Filho do Carlos
- Diego Espejel - Homem bêbado
- Janelle Bailey - Senhora Adams